# Bromus bonariensis
Bromus bonariensis là một loài thực vật có hoa trong họ Hòa thảo. Loài này được Parodi & J.H.Camara mô tả khoa học đầu tiên năm 1963.